# Flat (Alaska)
Pour les articles homonymes, voir flat.
Flat est une localité d'Alaska aux États-Unis dans la région de recensement de Yukon-Koyukuk. Sa population était en 2000 de 4 habitants. C'est une des six villes des États-Unis à n'avoir que quatre habitants. Et en 2010, il n'y avait plus d'habitants du tout, même s'il reste encore trois maisons.

## Géographie
Elle se situe sur la rivière Otter, à 7 milles (11 km) à l'est de son confluent avec la rivière Iditarod à 59 milles (95 km) d'Holy Cross, et à 8 milles (13 km) à l'est d'Iditarod, dans les montagnes Kilbuck-Kuskokwim.

## Histoire
Les deux prospecteurs, John Beaton et W.A. Dikerman découvrent de l'or sur le ruisseau Otter le 25 décembre 1908. Quelques mineurs les rejoignent dès 1909 et construisent un petit campement nommé Flat City. Dès la découverte d'autres filons, d'autres prospecteurs arrivent en 1910, et la ville se met à grandir jusqu'à atteindre 6 000 habitants en 1914. Une école est ouverte, plusieurs magasins, un hôtel, une blanchisserie, une prison, ainsi que le raccordement au téléphone. Toutefois, avec l'épuisement des filons, la ville de Flat tombe à 124 habitants en 1930. Cependant la Poste subsiste jusqu'en 2000.

## Démographie
| 1920 | 1930 | 1940 | 1950 | 1960 | 2000 | 2010 | - |
| ---- | ---- | ---- | ---- | ---- | ---- | ---- | - |
| 158  | 124  | 146  | 95   | 27   | 4    | 0    | - |